# Emilio Eduardo Massera
Emilio Eduardo Massera (Paraná, 19 ottobre 1925 – Buenos Aires, 8 novembre 2010) è stato un ammiraglio argentino.
Fu capo di Stato Maggiore della marina militare e tra i maggiori responsabili del colpo di Stato del 1976. Fece parte della prima fra le giunte che governarono il paese dal 1976 al 1981. Artefice del Processo di riorganizzazione nazionale, dopo la restaurazione dell'ordine costituzionale fu condannato all'ergastolo per violazione dei diritti umani al termine del processo alla Giunta Militare Argentina del 1983. Fu inoltre membro della loggia massonica italiana P2.

## Biografia

### Carriera militare
Entrò nel 1942 alla scuola militare navale dell'Argentina. Dopo il 1946 studiò negli Stati Uniti, dove strinse alleanza con la CIA e apprese le tecniche e le metodologie per reprimere e respingere il "pericolo comunista". Tornato in Argentina scalò le gerarchie militari, fino a quando nel 1973, dopo il pensionamento coatto di molti ufficiali attuato dal governo, venne nominato ammiraglio e comandante in capo della marina militare argentina, carica che mantenne fino al 1978, quando lasciò tale incarico al suo successore, l'allora viceammiraglio Armando Lambruschini.

### Colpo di Stato e dittatura

Emilio Eduardo Massera (a sinistra) e Jorge Rafael Videla (a destra)

Nel 1976 promosse attivamente e prese parte (assieme a Jorge Rafael Videla, Leopoldo Galtieri e Orlando Ramón Agosti) al colpo di Stato che rovesciò Isabelita Perón. Fu tra i più crudeli repressori del dissenso nel Paese. Fu ritenuto uno dei responsabili della sparizione e morte di migliaia di cittadini argentini. Diresse l'ESMA (Escuela de Mecánica de la Armada), uno dei più grandi centri di detenzione degli oppositori al regime.
Antisemita, dichiarò che la crisi dell'umanità era da imputare a Sigmund Freud, Karl Marx e Albert Einstein (tutti e tre ebrei), i quali, con le loro opere, minavano l'integrità e la dignità della civiltà occidentale e cristiana. La sua ideologia era una mistura di anticomunismo e antiebraismo, di matrice religiosa e nazionalista. Suo fedele e crudele collaboratore fu Alfredo Astiz.

### Condanne
Dopo la caduta del regime militare si candidò alle elezioni del 1983, ma fu arrestato e inquisito per la sparizione e la morte di Fernando Branca, marito della sua amante. Nel 1985 fu giudicato colpevole di violazione dei diritti umani, assassinio, tortura e privazione illegale della libertà. Fu condannato all'ergastolo e degradato con infamia dall'esercito.
Nel 1990 un'amnistia del presidente Menem fece decadere la sua condanna, ed egli uscì di prigione fino al 1998, quando fu accusato di crimini contro l'umanità per aver ordinato fucilazioni illegali, sparizioni, assassini, torture, detenzioni illegali in campi di concentramento e di sterminio, sequestri di minorenni e lanci di prigionieri vivi nel mare.

### Impunità
I processi a suo carico vennero sempre bloccati. Inoltre nel 2004 venne colpito da aneurisma cerebrale, il che impedì di procedere contro di lui, per motivi di salute. Furono bloccate anche le richieste di estradizione di tribunali italiani, tedeschi, francesi e spagnoli, che lo condannarono in contumacia.

### Morte
Senza essersi mai ripreso dopo l'aneurisma del 2004, morì nel 2010 all'età di 85 anni all'ospedale Naval di Buenos Aires, dov'era ricoverato da alcuni anni, a causa di un problema cardiovascolare.

### Rapporti con la P2
Il nome dell'ammiraglio Massera figura nella lista degli appartenenti alla P2, loggia massonica con intenti golpisti e anticomunisti fondata da Licio Gelli. Tramite questa loggia, e tramite Licio Gelli, molti industriali italiani a essa affiliati si garantivano scambi commerciali, esportazioni, e contratti multimiliardari con l'Argentina, alla quale l'Italia vendeva armi. La P2 fu scoperta dalla magistratura italiana nel 1981.